# Vendée Foot Club La Roche-sur-Yon
Maillots
Actualités
Le Vendée Foot Club La Roche-sur-Yon, anciennement dénommé La Roche Vendée Football jusqu'en 2025, est un club de football français fondé en 1989 et basé à La Roche-sur-Yon, en Vendée.
Alternant entre niveau niveau national et niveau régional depuis les années 1980, le club évolue aujourd'hui en National 2.

## Histoire

### Genèse du football à La Roche-sur-Yon (1932-1989)
Un premier club, le « Football Club Yonnais » (FCY) est fondé en 1932, tandis qu'un second, l'« Amicale des écoles publiques du Bourg-sous-la-Roche », club du petit village du Bourg-sous-la-Roche abrégé en AEPB, est constitué en 1947.[réf. nécessaire]
Pendant les années 1970 et 1980, l'AEPB et son voisin du FC Yonnais cohabitent en 3e division, situation très rare pour une ville moyenne (environ 40 000 habitants à l'époque) connue à la même époque par la ville de Vannes et ses deux clubs de l'UCK et du Véloce. Qui plus est l'AEPB et le FCY se situent régulièrement en haut du classement, essayant d'accéder à la deuxième division. C'est le FCY qui y parvient en premier en 1983, ce qui pouvait provoquer l'effondrement de son concurrent. En réalité, un étonnant chassé croisé se produit dès la saison suivante : le FCY redescend en 3e division alors que l'AEPB, loin de décliner, monte à son tour en 2e division.
En fin de compte, en 1989, l'Amicale des écoles publiques du Bourg-sous-la-Roche (AEPB) fusionne avec le Football Club Yonnais et adopte son nom actuel, La Roche-sur-Yon Vendée Football.[réf. nécessaire]

### Période semi-professionnelle (1989-1993)
Le nouveau club prend la place de l'AEPB en D2. Les Yonnais se maintiennent en finissant pendant trois années consécutives entre la 12e place et la 15e place. La saison 1992-1993 est fatale pour le club qui descend dans le nouveau championnat de National 1.

### Les années noires (1993-2013)
À la suite de difficultés financières, le club connaît huit entraîneurs et cinq présidents en sept ans. La dégringolade du National en Division d'Honneur était donc inévitable. Depuis la saison 2007-2008, le club, relégué en Division d'Honneur, a été repris en main par Jean-Michel Foucher, joueur à Saumur dans les années 1980 et entraîneur à l'ASPTT d'Angers dans les années 1990. Directeur d'une entreprise de rachat de crédits, Jean-Michel Foucher s'est installé définitivement en Vendée après la vente de son entreprise en 2008.
Jocelyn Gourvennec rejoint le club lors de la saison 2008-2009. L'ex-Nantais décide alors de mettre fin à sa carrière de footballeur pour se consacrer à sa nouvelle fonction d'entraîneur général. Il part en fin de saison 2009-2010 pour entraîner l'EA Guingamp et est remplacé par Jean-Philippe Faure.
En mars 2011, à la suite de problèmes relationnels de plus en plus difficiles avec la municipalité de La Roche-sur-Yon, et après un refus de l'arrivée d'un nouveau sponsor au club par la mairie, Jean Michel Foucher démissionne de la présidence. Il est remplacé par Christophe Chabot, PDG des Vérandas Akena, qui engage un entraîneur emblématique vendéen, Éric Bourget, et un directeur administratif en la personne du fondateur du tournoi de Montaigu, Michel Allemand.
En avril 2013, après six saisons au niveau régional, le club de la préfecture vendéenne arrache le nul sur la pelouse des Sables-d'Olonne, et profite de la défaite de son poursuivant Châteaubriant à La Chapelle-sur-Erdre pour finir champion de DH Atlantique. Le club de La Roche-sur-Yon fait alors son retour au niveau national en intégrant le CFA 2, (qui devient le National 3 à partir de la saison 2017-2018 à la suite d'une réforme des championnats de la FFF).

### Stabilisation au5eniveau national (2013-2023)
En 2016, Thierry Barbarit devient président du club. L'équipe fanion est dirigée par Cyrille Joly, qui se charge de construire une équipe à partir de joueurs locaux. En raison de résultats mitigés lors de la saison 2016-2017, il n'est pas reconduit et est remplacé par le binôme Julien Fradet/David Merlet. Le duo se maintient deux saisons à la tête de l'équipe, mais les résultats sportifs restent médiocres.
En 2019, le club change de projet. L'ancien footballeur Philippe Violeau, formé au club et disposant d'une renommée nationale, est élu président. Son projet consiste à redonner au club « une place de choix dans le paysage footballistique ». Fort d'une gestion financière équilibrée sous le mandat de Barbarit, le club engage Charles Devineau comme entraîneur de l'équipe première. L'équipe réalise une saison 2019-2020 honorable, en se positionnant en tête de championnat au bout de 18 matchs. Néanmoins, les championnats sont stoppés en mars 2019 en raison de l'épidémie de Covid-19. Le mois suivant, la FFF décide d'octroyer la montée dans chaque poule de championnat à l'équipe disposant du ratio nombre de points par match joué. Avec un match en plus par rapport à son dauphin, Châteaubriant, La Roche Vendée Foot se retrouve en position défavorable, avec un ratio de 2,33 contre 2,41 pour son concurrent. La fédération valide la montée pour Châteaubriant. Le club, qui s'estime lésé, envisage tous les recours possibles pour regagner sa montée acquise sur le terrain, mais il est finalement débouté par la Ligue des Pays de la Loire. À l'issue de la saison 2019-2020, Philippe Violeau quitte la présidence du club. Thierry Barbarit reprend le rôle laissé vacant. 
Après une saison 2020-2021 marquée par l'annulation du championnat en raison du contexte sanitaire lié à la crise du Covid-19, c'est Christophe Chabot, également ancien président du club, entrepreneur de métier et ex-maire de la commune de Bretignolles-sur-mer, qui reprend la tête de LRVF.
La saison suivante, le club n'est pas loin d'accrocher la première place, mais l'Olympique de Saumur le devance de trois points. La même année, LRVF effectue un beau parcours en Coupe de France en atteignant les 16es de finale mais les joueurs yonnais buttent sur le FC Versailles 78. Il faut attendre la saison 2022-2023 pour voir La Roche VF terminer à la première place de son groupe de National 3 et monter en National 2.

### Accession au National 2 (2023-)
Le club réalise des débuts surprenants pour sa première saison au quatrième niveau depuis 2004 en finissant deuxième, à égalité de points avec le premier, Paris 13 Atletico. 
À l'intersaison 2025, le club change de nom : il devient le Vendée Foot Club La Roche-sur-Yon.

## Palmarès et résultats

### Palmarès
| Compétitions nationales | Compétitions régionales et départementales                                                                     |
| - Championnat de France amateur (D4) - Vainqueur de groupe : 2000 - Championnat de France de National 3 (D5) - Vainqueur de groupe : 2023 | - Championnat de Division d'Honneur Atlantique (1) - Champion : 2013 - Coupe Atlantique (1) - Vainqueur : 1993 |

### Bilan saison par saison

#### 1984-1989
Le tableau ci-dessous détaille les résultats de l'AEP du Bourg-sous-la-Roche et du FC Yonnais.
|           | AEP Bourg-sous-la-Roche | AEP Bourg-sous-la-Roche | AEP Bourg-sous-la-Roche | AEP Bourg-sous-la-Roche | AEP Bourg-sous-la-Roche | AEP Bourg-sous-la-Roche | AEP Bourg-sous-la-Roche | AEP Bourg-sous-la-Roche | AEP Bourg-sous-la-Roche | AEP Bourg-sous-la-Roche | FC Yonnais         | FC Yonnais | FC Yonnais | FC Yonnais | FC Yonnais | FC Yonnais | FC Yonnais | FC Yonnais | FC Yonnais | FC Yonnais |
| --------- | ----------------------- | ----------------------- | ----------------------- | ----------------------- | ----------------------- | ----------------------- | ----------------------- | ----------------------- | ----------------------- | ----------------------- | ------------------ | ---------- | ---------- | ---------- | ---------- | ---------- | ---------- | ---------- | ---------- | ---------- |
| Saison    | Division                | Class.                  | Pts                     | MJ                      | V                       | N                       | D                       | Bp                      | Bc                      | Diff                    | Division           | Class.     | Pts        | MJ         | V          | N          | D          | Bp         | Bc         | Diff       |
| 1984-1985 | Division 2 - B          | 17                      | 29                      | 34                      | 9                       | 11                      | 14                      | 39                      | 60                      | -21                     | Division 3 - ouest | 5          | 34         | 30         | 13         | 8          | 9          | 58         | 34         | +24        |
| 1985-1986 | Division 3 - ouest      | 2                       | 41                      | 30                      | 17                      | 7                       | 6                       | 52                      | 26                      | +26                     | Division 3 - ouest | 12         | 25         | 30         | 6          | 13         | 11         | 30         | 39         | -9         |
| 1986-1987 | Division 2 - A          | 14                      | 29                      | 34                      | 9                       | 11                      | 14                      | 34                      | 40                      | -6                      | Division 3 - ouest | 15         | 21         | 30         | 5          | 11         | 14         | 27         | 41         | -14        |
| 1987-1988 | Division 2 - B          | 15                      | 26                      | 34                      | 9                       | 8                       | 17                      | 33                      | 40                      | -7                      | Division 4 - D     | 5          | 26         | 26         | 11         | 4          | 11         | 40         | 49         | -9         |
| 1988-1989 | Division 2 - A          | 16                      | 36                      | 34                      | 9                       | 9                       | 16                      | 26                      | 32                      | -6                      | Division 4 - D     | 14         | 12         | 26         | 3          | 6          | 17         | 23         | 49         | -26        |

#### Depuis 1989
Le tableau suivant indique le championnat disputé par le club au cours des saisons depuis sa création, en 1989,.
| Saison      | Championnat             | Championnat | Championnat | Championnat | Championnat | Championnat | Championnat | Championnat | Championnat | Championnat | Coupe de France | Entraîneurs                         |
| Saison      | Division                | Class.      | Pts         | M           | V           | N           | D           | Bp          | Bc          | Diff        | Coupe de France | Entraîneurs                         |
| ----------- | ----------------------- | ----------- | ----------- | ----------- | ----------- | ----------- | ----------- | ----------- | ----------- | ----------- | --------------- | ----------------------------------- |
| 1989 - 1990 | Division 2 - B          | 15          | 28          | 34          | 7           | 14          | 13          | 28          | 38          | -10         | 1/32e           | Marx                                |
| 1990 - 1991 | Division 2 - B          | 12          | 31          | 34          | 10          | 11          | 13          | 35          | 46          | -11         | 8e tour         | Rabier                              |
| 1991-1992   | Division 2 - A          | 14          | 26          | 32          | 7           | 12          | 13          | 25          | 42          | -17         | 1/32e           | Rabier                              |
| 1992-1993   | Division 2 - B          | 16          | 21          | 34          | 3           | 14          | 17          | 28          | 49          | -21         | 1/32e           | Bracci                              |
| 1993-1994   | National 1 - A          | 7           | 35          | 34          | 10          | 15          | 9           | 36          | 33          | +3          | 7e tour         | Dupont                              |
| 1994-1995   | National 1 - A          | 6           | 35          | 34          | 12          | 11          | 11          | 49          | 41          | +8          | 1/16e           | Dupont                              |
| 1995-1996   | National 1 - A          | 16          | 30          | 32          | 7           | 9           | 7           | 27          | 42          | -15         | 7e tour         | Dupont                              |
| 1996-1997   | National 2 - C          | 8           | 46          | 34          | 12          | 10          | 12          | 39          | 40          | -1          | 1/32e           | Dupont                              |
| 1997-1998   | CFA - C                 | 13          | 42          | 34          | 10          | 12          | 12          | 37          | 47          | -10         | 7e tour         | Dupont                              |
| 1998-1999   | CFA - C                 | 11          | 77          | 34          | 10          | 13          | 11          | 47          | 47          | +0          | 1/32e           | Mazouin                             |
| 1999-2000   | CFA - C                 | 1           | 101         | 34          | 20          | 7           | 7           | 62          | 42          | +20         | 1/32e           | Mazouin                             |
| 2000-2001   | National                | 9           | 53          | 38          | 14          | 11          | 13          | 56          | 60          | -4          | 1/16e           | Bourget                             |
| 2001-2002   | National                | 10          | 47          | 38          | 13          | 8           | 17          | 40          | 51          | -11         | 1/16e           | Bourget                             |
| 2002-2003   | National                | 19          | 31          | 38          | 7           | 10          | 21          | 33          | 48          | -15         | 7e tour         | Bourget puis Gautron puis Castellan |
| 2003-2004   | CFA - D                 | 16          | 68          | 34          | 8           | 10          | 16          | 36          | 47          | -11         | ?               | Bonalair                            |
| 2004-2005   | CFA 2 - F               | 11          | 61          | 28          | 9           | 6           | 13          | 36          | 42          | -6          | 8e tour         | Bonalair                            |
| 2005-2006   | CFA 2 - F               | 3           | 82          | 30          | 14          | 10          | 6           | 44          | 27          | +17         | 8e tour         | Migné                               |
| 2006-2007   | CFA 2 - G               | 13          | 62          | 30          | 9           | 5           | 16          | 28          | 47          | -19         | ?               | Rautureau puis Born                 |
| 2007-2008   | DH - Atlantique         | 9           | 57          | 26          | 8           | 7           | 11          | 28          | 33          | -5          | ?               | Duarte puis Ollivier                |
| 2008-2009   | DH - Atlantique         | 6           | 72          | 28          | 13          | 5           | 10          | 38          | 25          | +13         | ?               | Gourvennec                          |
| 2009-2010   | DH - Atlantique         | 3           | 72          | 26          | 13          | 7           | 6           | 46          | 24          | +22         | ?               | Gourvennec                          |
| 2010-2011   | DH - Atlantique         | 7           | 64          | 26          | 10          | 8           | 8           | 41          | 35          | +6          | 7e tour         | Faure puis Devineau                 |
| 2011-2012   | DH - Atlantique         | 3           | 77          | 26          | 15          | 6           | 5           | 53          | 24          | +29         | 6e tour         | Bourget                             |
| 2012-2013   | DH - Atlantique         | 1           | 86          | 26          | 18          | 6           | 2           | 50          | 14          | +36         | 4e tour         | Bourget                             |
| 2013-2014   | CFA 2 - G               | 9           | 61          | 26          | 9           | 8           | 9           | 35          | 41          | -6          | 1/32e           | Bourget                             |
| 2014-2015   | CFA 2 - B               | 4           | 65          | 26          | 12          | 3           | 11          | 38          | 31          | +7          | 6e tour         | Bourget                             |
| 2015-2016   | CFA 2 - B               | 8           | 59          | 26          | 10          | 4           | 12          | 33          | 44          | -11         | 4e tour         | Joly                                |
| 2016-2017   | CFA 2 - H               | 10          | 26          | 26          | 5           | 11          | 10          | 29          | 44          | -15         | 6e tour         | Joly                                |
| 2017-2018   | National 3 - groupe PdL | 6           | 36          | 26          | 10          | 6           | 10          | 33          | 36          | -3          | 3e tour         | Fradet / Merlet                     |
| 2018-2019   | National 3 - groupe PdL | 8           | 36          | 26          | 10          | 6           | 10          | 30          | 29          | +1          | 5e tour         | Mottin                              |
| 2019-2020   | National 3 - groupe PdL | 1           | 42          | 18          | 13          | 3           | 2           | 46          | 11          | +35         | 5e tour         | Devineau                            |
| 2020-2021   | National 3 - groupe PdL | 1           | 12          | 4           | 4           | 0           | 0           | 9           | 2           | +7          | 6e tour         | Devineau                            |
| 2021-2022   | National 3 - groupe PdL | 2           | 54          | 26          | 16          | 6           | 4           | 64          | 29          | +35         | 1/16e           | Devineau                            |
| 2022-2023   | National 3 - groupe PdL | 1           | 51          | 26          | 15          | 6           | 5           | 52          | 27          | +25         | 5e tour         | Reculeau                            |
| 2023-2024   | National 2 - B          | 2           | 48          | 26          | 13          | 9           | 4           | 40          | 19          | +21         | 5e tour         | Reculeau                            |
| 2024-2025   | National 2 - B          |             |             |             |             |             |             |             |             |             |                 |                                     |

### Parcours en Coupe de France
Le meilleur résultat du FC Yonnais est un 8e de finale en 1987-1988, battu par le Quimper Cornouaille FC.
- 2005 - 2006 : élimination au 8e tour par LB Châteauroux (L2) : 0-0 a.p. 5-3 aux tirs-au-but
- 2008 - 2009 : élimination au 4e tour par l'Entente Flo-Cha-Mont/Sèvre (DRH)
- 2009 - 2010 : élimination au 4e tour par l'AC Pouzauges-Réaumur (DSR)
- 2010 - 2011 : élimination au 7e tour par Aurillac FCA (CFA)
- 2013 - 2014 : élimination en 32es par le CA Bastia (L2) : 3-0 a.p.
- 2015 - 2016 : élimination au 4e tour par Orvault SF (DH) : 2-3 a.p.
- 2016 - 2017 : élimination au 6e tour par l'Olympique de Saumur (DH) : 1-3
- 2017 - 2018 : élimination au 3e tour par l'ES Vigneux (PH) : 2-2 a.p. 4-5 tab
- 2018 - 2019 : élimination au 5e tour par le FC Rezé (R1) : 0-0 a.p. 2-4 tab
- 2019 - 2020 : élimination au 5e tour par les Voltigeurs de Châteaubriant (N3) : 0-4
- 2020 - 2021 : élimination au 6e tour par le Sablé FC (N3) : 1-3
- 2021 - 2022 : élimination en 16es de finale par le FC Versailles 78 (N2) : 4-0
- 2022 - 2023 : élimination au 5e tour par l'Élan de Gorges (R2) : 2-0
- 2023 - 2024 : élimination au 5e tour par le Challans FC (N3) : 0-0 a.p. 3-4 tab
- 2024 - 2025 : élimination en 32es de finale par le Stade Brestois (L1) : 1-0

## Identité du club

### Maillot
Le club joue à domicile avec un maillot rouge, un short rouge et des bas blancs. À l'extérieur, il évolue avec une tenue principalement bleue voire bleu marine.

### Logos

Logo jusqu'en 2016.
Logo de mars 2016 à 2019.
Logo de 2019 à 2022.
Logo de 2022 à 2025.
Logo depuis 2025.

## Joueurs et personnalités du club

### Présidents
Le tableau suivant présente la liste des présidents du club depuis sa création en 1989.
| Rang | Nom du président | Période         |
| ---- | ---------------- | --------------- |
| 1    | Léo Blanchard    | 1989-1991       |
| 2    | Robert Tougeron  | 1991-12/1993    |
| 3    | Allain Chadeau   | 12/1993-12/1996 |
| 4    | Denis Annereau   | 1996-1997       |
| 5    | Allain Chadeau   | 1997-12/2003    |
| 6    | H. Robert        | 12/2003-2004    |

| Rang | Nom du président    | Période   |
| ---- | ------------------- | --------- |
| 7    | 3 coprésidents      | 2004-2005 |
| 8    | Jean-Marie Favroux  | 2005-2007 |
| 9    | Jean-Michel Foucher | 2007-2011 |
| 10   | Christophe Chabot   | 2011-2016 |
| 11   | Thierry Barbarit    | 2016-2019 |
| 12   | Philippe Violeau    | 2019-2020 |

| Rang | Nom du président  | Période   |
| ---- | ----------------- | --------- |
| 13   | Thierry Barbarit  | 2020-2021 |
| 14   | Christophe Chabot | 2021-     |

### Entraîneurs

#### Entraîneurs du FCY
- 1970-1972 :  Jean-Claude Casties
- 1973-1984 :  Gilles Raingeard
- 1984-1985 :  Hervé Gauthier
- 1986-1987 :  Jean-Claude Casties

#### Entraîneurs de l'AEPB
- 1980-1989 :  Christian Letard

#### Entraîneurs de LRVF
Le tableau suivant présente la liste des entraîneurs du club depuis sa création en 1989.
| Rang | Nom de l'entraîneur | Période         |
| ---- | ------------------- | --------------- |
| 1    | Joachim Marx        | 1989-1990       |
| 2    | Jean-Paul Rabier    | 1990-1992       |
| 3    | François Bracci     | 1992-1993       |
| 4    | Christian Dupont    | 1993-1998       |
| 5    | Jacques Mazouin     | 1998-2000       |
| 6    | Éric Bourget        | 2000-09/2002    |
| 7    | J.-F. Gautron       | 09/2002-03/2003 |
| 8    | Jacques Castellan   | 03/2003-2003    |

| Rang | Nom de l'entraîneur | Période        |
| ---- | ------------------- | -------------- |
| 9    | Thierry Bonalair    | 2003-2005      |
| 10   | Sébastien Migné     | 2005-2006      |
| 11   | Vincent Rautureau   | 2006 - 12/2006 |
| 12   | Bernard Born        | 12/2006-2007   |
| 13   | Lionel Duarte       | 2007 - 12/2007 |
| 14   | Alain Ollivier      | 12/2007-2008   |
| 15   | Jocelyn Gourvennec  | 2008-2010      |
| 16   | Jean-Philippe Faure | 2010-12/2010   |

| Rang | Nom de l'entraîneur          | Période      |
| ---- | ---------------------------- | ------------ |
| 17   | Charles Devineau             | 12/2010-2011 |
| 18   | Éric Bourget                 | 2011-2015    |
| 19   | Cyrille Joly                 | 2015-2017    |
| 20   | Julien Fradet / David Merlet | 2017-2018    |
| 21   | Stéphane Mottin              | 2018-2019    |
| 22   | Charles Devineau             | 2019-2022    |
| 23   | Frédéric Reculeau            | 2022-        |